# Кастело ди Пођо (Пезаро и Урбино)
Кастело ди Пођо је насеље у Италији у округу Пезаро и Урбино, региону Марке.
Према процени из 2011. у насељу је живело 20 становника. Насеље се налази на надморској висини од 162 м.